# Everly (Iowa)
Everly és una població dels Estats Units a l'estat d'Iowa. Segons el cens del 2000 tenia 647 habitants.

## Demografia
Segons el cens del 2000, Everly tenia 647 habitants, 277 habitatges, i 185 famílies. La densitat de població era de 227,1 habitants/km².
Dels 277 habitatges en un 31,4% hi vivien nens de menys de 18 anys, en un 56% hi vivien parelles casades, en un 7,2% dones solteres, i en un 32,9% no eren unitats familiars. En el 30,3% dels habitatges hi vivien persones soles el 15,9% de les quals corresponia a persones de 65 anys o més que vivien soles. El nombre mitjà de persones vivint en cada habitatge era de 2,34 i el nombre mitjà de persones que vivien en cada família era de 2,89.
Per edats la població es repartia de la següent manera: un 26,3% tenia menys de 18 anys, un 7,4% entre 18 i 24, un 24,3% entre 25 i 44, un 25,2% de 45 a 60 i un 16,8% 65 anys o més.
L'edat mediana era de 39 anys. Per cada 100 dones de 18 o més anys hi havia 95,5 homes.
La renda mediana per habitatge era de 35.278 $ i la renda mediana per família de 41.458 $. Els homes tenien una renda mediana de 30.192 $ mentre que les dones 21.375 $. La renda per capita de la població era de 15.996 $. Entorn de l'1,7% de les famílies i el 3% de la població estaven per davall del llindar de pobresa.

## Poblacions més properes
El següent diagrama mostra les poblacions més properes.